# Lancer du javelot féminin aux championnats du monde d'athlétisme 1997
Navigation
Göteborg 1995 Séville 1999
L'épreuve du lancer du javelot féminin des championnats du monde d'athlétisme 1997 s'est déroulée les 7 et 9 août 1997 au Stade olympique d'Athènes, en Grèce. Elle est remportée par la Norvégienne Trine Hattestad.

## Résultats

### Finale
| Rang               | Athlète                | Pays      | Essais | Essais | Essais | Essais | Essais | Essais | Marque  | Notes |
| Rang               | Athlète                | Pays      | 1      | 2      | 3      | 4      | 5      | 6      | Marque  | Notes |
| ------------------ | ---------------------- | --------- | ------ | ------ | ------ | ------ | ------ | ------ | ------- | ----- |
| Médaille d'or      | Trine Hattestad        | Norvège   | 68.78  | 63.32  | X      | 66.32  | X      | 65.46  | 68,78 m |       |
| Médaille d'argent  | Joanna Stone           | Australie | 64.68  | 68.16  | 66.94  | 66.12  | 68.64  | 68.60  | 68,64 m | PB    |
| Médaille de bronze | Tanja Damaske          | Allemagne | 64.30  | 63.72  | 64.36  | 64.18  | 66.26  | 67.12  | 67,12 m | PB    |
| 4                  | Mikaela Ingberg        | Finlande  | 64.50  | X      | 63.72  | 61.70  | 64.14  | 66.00  | 66,00 m |       |
| 5                  | Felicia Țilea-Moldovan | Roumanie  | 60.32  | 55.24  | 64.90  | 61.14  | 59.24  | 64.40  | 64,90 m |       |
| 6                  | Sonia Bisset           | Cuba      | 63.80  | 63.16  | 63.08  | 60.44  | 60.52  | 63.34  | 63,80 m |       |
| 7                  | Osleidys Menéndez      | Cuba      | 63.76  | 62.44  | X      | 59.88  | 63.02  | 62.14  | 63,76 m |       |
| 8                  | Tatyana Shikolenko     | Russie    | X      | 63.76  | X      | 62.68  | X      | X      | 63,76 m | SB    |
| 9                  | Oksana Ovchinnikova    | Russie    | 58.72  | 61.32  | 62.92  |        |        |        | 62,92 m |       |
| 10                 | Heli Rantanen          | Finlande  | 62.64  | 59.96  | X      |        |        |        | 62,64 m |       |
| 11                 | Miréla Manjani         | Grèce     | 61.02  | X      | 57.80  |        |        |        | 61,02 m |       |
| 12                 | Rita Ramanauskaitė     | Lituanie  | 56.80  | 57.38  | 56.36  |        |        |        | 57,38 m |       |

## Légende
Records et Performances
- AR : Record continental (area record)
- CR : Record des championnats (championship record)
- MR : Record du meeting (meet record)
- NR : Record national (national record)
- OR : Record olympique (olympic record)
- PR : Record paralympique (paralympic record)
- PB : Record personnel (personal best)
- SB : Meilleure performance personnelle de la saison (season's best)
- WL : Meilleure performance mondiale de l'année (world leader)
- WJR : Record du monde junior (world junior record)
- WR : Record du monde (world record)

Circonstances et Conditions
- DNF : N'a pas terminé (did not finish)
- DNS : N'a pas pris le départ (did not start)
- DQ : Disqualification (disqualification)
- NM : Aucun essai valable enregistré (No Mark)
- Q : Qualifié « directement » au prochain tour (ou à la prochaine compétition), lors d'une compétition majeure, grâce au classement ou à la réalisation des minima (automatic qualifier)
- q : Qualifié au prochain tour (ou à la prochaine compétition), lors d'une compétition majeure, grâce au repêchage ou à la réalisation de l'une des meilleures performances parmi celles des « non qualifiés directement » (grâce au meilleur temps ou à la meilleure distance par exemple) (secondary qualifier)